# Gościeradów
Gościeradów este o arie protejată (sit de importanță comunitară — SCI) din Polonia întinsă pe o suprafață de 1.752,64 ha, integral pe uscat.

## Localizare
Centrul sitului Gościeradów este situat la coordonatele 50°52′53″N 21°57′39″E / 50.8813°N 21.9608°E.

## Înființare
Situl Gościeradów a fost declarat sit de importanță comunitară în aprilie 2004 pentru a proteja un număr necunoscut de specii din flora spontană și fauna sălbatică aflate în arealul zonei.

## Biodiversitate
Situată în ecoregiunea continentală, aria protejată conține 5 habitate naturale: Păduri stepice euro-siberiene cu Quercus spp., Fânețe de joasă altitudine (Alopecurus pratensis, Sanguisorba officinalis), Păduri de fag Asperulo-Fagetum, Păduri de stejar și carpen Galio-Carpinetum, Păduri aluvionare cu Alnus glutinosa și Fraxinus excelsior (Alno-Padion, Alnion incanae, Salicion albae).
La baza desemnării sitului se află un număr nedeclarat de specii protejate.